# جيرارد غريني
جيرارد غريني (بالإنجليزية: Gerard Greene)‏ هو لاعب سنوكر بريطاني، ولد في 12 نوفمبر 1973 في اتشثام ‏ في المملكة المتحدة.

## روابط خارجية
- جيرارد غريني على موقع CueTracker.net (الإنجليزية)